# 線上會考
線上會考(Sim Comprehensive Assessment Program for Junior High School Students），簡稱線上會考，為因應中華民國教育部為國民中學九年級學生所舉辦的成績評量前的模擬會考，每屆線上會考會舉辦四回，為的是讓於每年5月參加國中教育會考的學生能提早透過線上會考的模擬考了解本身程度，並了解學生個人學習品質並為下一學習階段（高中、高職或五專）作好必要的準備。依據桃園縣政府教育局舉辦的學生志願選填試探與輔導作業顯示，桃連區學生有三分之一超額比序總積分拿到滿分，未來教育會考成績仍是決定學校重要關鍵，目前該教育制度造成了台灣不少的亂象。線上會考提供家長老師學生能在正式會考前的一次模擬考機會。

## 測驗科目
| 科目                             | 國文   | 英語 （閱讀） | 英文 （聽力） | 數學 （選擇） | 數學 （非選） | 社會   | 自然   | 寫作測驗                         |
| -------------------------------- | ------ | ------------- | ------------- | ------------- | ------------- | ------ | ------ | -------------------------------- |
| 考試時間                         | 70分鐘 | 60分鐘        | 25分鐘        | 80分鐘        | 80分鐘        | 70分鐘 | 70分鐘 | 50分鐘                           |
| 預計題數                         | 45~50  | 40~55         | 20~30         | 25~27         | 2~3           | 60~70  | 50~60  | 1                                |
| 第一屆題數 （103年正式教育會考） | 48     | 40            | 20            | 27            | 2             | 63     | 54     | 1 （面對未來，我應該具備的能力） |
| 第二屆題數 （104年正式教育會考） | 48     | 40            | 21            | 25            | 2             | 63     | 54     | 1 （捨不得）                     |

※第一屆會考英文聽力及數學非選暫不列入計分，第二屆開始正式採計。

## 歷史演變
2013年舉辦最後一次基本學力測驗，2014年起改以國中教育會考取代基本學力測驗。正式的教育會考是教育部委託國立臺灣師範大學心理與教育測驗研究發展中心（臺師大心測中心）負責國中教育會考之命題、組卷、閱卷與計分，教育部、各直轄市政府、各縣市政府與臺師大心測中心共同組成「國中教育會考全國試務委員會」負責試務。2014年5月17至18日舉行的103年國中教育會考是首次國中教育會考，本年全國試務委員會主辦學校為新北市立新北高級中學。104年國中教育會考免試入學之主委學校為臺北市立麗山高級中學，線上會考主辦單位為台灣民間教育廠商。

## 測驗目的
- 學力檢定前的模擬考。
- 免試入學超額比序項目。
- 作文寫作批改。

## 成績等第
在正式的教育會考中成績三等第，即「精熟」且又分為A++，A+，以及A、「基礎」又分為B++，B+，以及B，和「待加強」C。
在多元比序當中，A++等於A+等於A，B++等於B+等於B，即細分出來的等第並無排序功能，只在其他多元比序項目中還是無法分出高低時，細分的等第才會被使用。
精熟等級為該科前15%學生，而A++又為精熟之前25%的同學相當於該科PR97，若五科皆取得A++，且作文得到四或五級分以上 （總級分六級） ，則換算成基測所說之各科加總之PR值該生可得PR99，有望進各區明星高中。於104年基北區新增量尺分數總計206分以更加精確評鑑學生國中各領域之程度 2015年的量尺分數190分可進入建中,189分可進入北一女，186分可進入師大附中，181分可進入中山女高，學生可以透過線上會考提早判斷自己的能力，並在正式考試後能有效的填入志願。

## 測驗結果
全國線上會考主辦單位每年都會根據學生參加線上會考的結果公佈給家長學生參考。

## 外部連結
- 國中教育會考 （页面存档备份，存于）
- 國立臺灣師範大學心理與教育測驗研究發展中心 （页面存档备份，存于）
- 國中教育會考問與答
- 十二年國民基本教育落實國中教學正常化、適性輔導及品質提升方案
- 第二次全國線上會考 報名人數十分踴躍 更勝第一次 （页面存档备份，存于）.中央社.2014-02-12
- 全國線上會考 學子搶報名 盛況空前 （页面存档备份，存于）.中央社.2013-10-08